# AT-1 (自走砲)
AT-1 砲兵戦車はソビエト連邦の装甲車両である。
ATとは、キリル文字でも「AT」と表記し、「Артиллерийский танк アルティレリイスキイ タンク」（砲兵戦車の意）の頭文字を取ったもの。ロシア語でも戦車は「タンク танк」と呼ぶ。

## 概要
1930年代半ば、ソ連は積極的な装甲車両開発を行っていた。その中でも自走砲については「戦車の車体に既成の火砲」という生産パターンが非常に多く、これは後のISU-152のような重戦車の車体に大口径の榴弾砲やカノン砲を装備させる風潮からもわかる。
そしてこの時点でソ連が大量に所有している戦車としてT-18とT-26があり、T-18の自走砲化が不可能であることは既に多くの試作で実証されていたので、T-26の自走砲化に走る流れは自然なものであった。AT-1もその一つである。

## 開発
T-26は既に大量生産が行われ、労農赤軍の主力戦車となっていたが、主砲の45mm砲の威力には少々不安があった。
そこで威力が高いPS-3 76.2mm榴弾砲を装備させることが提案され、目的を近接砲兵支援とした車両の開発が1934年より開始された。これがAT-1である。後の1937年に類似コンセプトのT-26-4が開発され、こちらも76.2mm砲が装備されているが、歩兵砲であるこちらよりも、威力はAT-1の76.2mm砲の方が高い。
また砲は砲塔ではなく車両前部に固定式で備えられ、車高が低く設計された。このため自走砲の中でも突撃砲に近いフォルムをしている。2本のDT機銃は一つは主砲の傍らにボールマウント式に、もう一つは車体側面に装備されている。
開発はキーロフ第185工場にてグナチントフ技師の元行われ、翌年1935年に完了し、2台の試作車両が完成した。

## 生産中止
試作車両の試験も終え、比較的生産性にも優れていたため早速量産体制に入ると思われていた矢先、1936年にグナチントフ技師がスパイ容疑の為に逮捕されてしまい、彼が担当していた車両の生産は全て中止されてしまった。AT-1も数台が生産途中であったが、これも中止となり、2台の生産に終わる。
その後のAT-1の扱いは不明。特に戦闘記録も残されておらず、開発中止の経緯から考えてT-26に作り戻されたかスクラップにされたと見られる。